# Невонка
Невонка — посёлок в Богучанском районе Красноярского края России. Административный центр Невонского сельсовета.

## История
Посёлок Невонка был основан в 1957 году.

## География
Посёлок находится в северо-восточной части края, на левом берегу реки Ангара, вблизи места впадения в неё реки Невонка, на расстоянии приблизительно 46 километров (по прямой) к востоку-северо-востоку (ENE) от села Богучаны, административного центра района. Абсолютная высота — 158 метров над уровнем моря.

## Население
| 2010 |
| ---- |
| 1736 |

Гендерный состав
По данным Всероссийской переписи населения 2010 года в гендерной структуре населения мужчины составляли 48,2 %, женщины — соответственно 51,8 %.
Национальный состав
Согласно результатам переписи 2002 года, в национальной структуре населения русские составляли 89 % из 1921 чел.

## Инфраструктура
В посёлке функционируют средняя общеобразовательная школа, детский сад, участковая больница (филиал Богучанской районной больницы), библиотека, сельский дом культуры, детская школа искусств и отделение Почты России.

## Улицы
Уличная сеть посёлка состоит из 19 улиц и 4 переулков.